# Руєвіт
Руєві́т також Ругевіт — бог війни у полабських слов'ян, мешканців острова Ругія. Мав сім облич «під одним чолом», на чересі — сім гострих мечів. Багатоликість символізувала силу і непереможність. Згідно з іншими легендами, сприяв добрим врожаям, людській благополучності. (За О. Фамінциним).
Походження імені вказує на сезонну подія, «ruenu» — місяць осені. 
У документах середньовіччя термін зустрічається в латинській формі: Rugevithus — статуя з дуба, з сімома обличчями який знаходився в місті Корениця, на острові Ругія. Розміри статуї були вражаючими. Єпископ Абсалон зміг дотягнутися стрілою лише до підборіддя статуї. У 1168 році, під час захоплення Аркони датчанами, статуя Ругевіта було зруйновано, і більш не фігурувала в літописних джерелах.